# Stig Claesson
Stig John Claesson (2. června 1928 Huddinge – 4. ledna 2008 Stockholm), známý pod pseudonymem Slas, byl švédský spisovatel a výtvarník. Vystudoval Švédskou královskou výtvarnou akademii a pracoval jako ilustrátor knih, v roce 1956 debutoval jako spisovatel reportáží o svých cestách po Evropě. Vydal přes osmdesát knih, psal beletrii, literaturu faktu, písňové texty i filmové scénáře. Do češtiny byl přeložen román Kdo miluje Yngveho Freje? (Vem älskar Yngve Frej?, první vydání 1968) – satira o obyvatelích zapadlé vesnice, kteří se snaží přilákat turisty na objev údajné vikingské mohyly (Allan Edwall podle něj natočil v roce 1973 televizní film). Byla mu udělena Literární cena Svenska Dagbladet, Literární cena Selmy Lagerlöfové, Velká cena Devíti a Piratenpriset, získal také čestný doktorát Uppsalské univerzity. Ve Stockholmu je podle něj pojmenován veřejný park. Jeho syny jsou fotografové Nils Claesson a Leif Claesson.